# Тоум (Њу Мексико)
Тоум (енгл. Tome) насељено је место без административног статуса у америчкој савезној држави Њу Мексико.

## Демографија
По попису из 2010. године број становника је 1.867.
| Група             | 2000.    | 2010.         |
| Белци             | 0 (0,0%) | 616 (33,0%)   |
| Афроамериканци    | 0 (0,0%) | 11 (0,6%)     |
| Азијати           | 0 (0,0%) | 10 (0,5%)     |
| Хиспаноамериканци | 0 (0,0%) | 1.194 (64,0%) |
| Укупно            | 0        | 1.867         |